# Marcel Hensema
Marcel Hensema (Winschoten, 16 april 1970) is een Nederlands acteur en regisseur. Hensema groeide op in Winschoten en later in Sappemeer.

## Opleiding
In zijn tienerjaren zat Hensema bij de Vooropleiding Theater (De Noorderlingen, toen nog de Voorziening) in de stad Groningen. Tevens was hij een tijdlang zanger, onder andere van de band New Energy. Hensema maakte deel uit van het in Groningen succesvolle duo Dr. Haring & Marmot, dat ermee ophield toen hij ging studeren aan de toneelschool van Antwerpen. Hensema studeerde af aan de Toneelacademie Maastricht.

## Loopbaan als acteur

### Films
- 1996: Advocaat van de Hanen – Pixley
- 1997: Karakter
- 2001: Uitgesloten – Broeder Versteeg
- 2001: De Grot – Axel
- 2003: Cloaca
- 2004: Simon – Camiel Vrolijk (hoofdrol)
- 2005: 06/05 – Wester
- 2005: Allerzielen
- 2005: Flirt – Nico
- 2006: Kilkenny Cross – Rob
- 2006: Wild Romance – Koos van Dijk, de manager van Herman Brood (Hensema won voor deze film het Gouden Kalf voor beste acteur van 2007)
- 2007: Timboektoe – Jean, vader van Jules
- 2008: Het Wapen van Geldrop
- 2009: Witte vis – Hans
- 2009: Zara
- 2010: De gelukkige huisvrouw – Beau, psychiater
- 2010: Majesteit – Minister President Balkenende
- 2011: Sonny Boy – Willem
- 2011: De Heineken Ontvoering – Kees Sietsma
- 2012: Cop vs Killer – Rechercheur Frank Spinola
- 2012: De marathon – Nico
- 2014: Afscheid van de maan – Bob
- 2014: Kankerlijers – Oncoloog Marco
- 2015: Bloed, zweet & tranen – John Kraaijkamp sr.
- 2015: Dummie de Mummie en de Sfinx van Shakaba – Meester Krabbel
- 2015: Binnenstebuiten – Woede (stem)
- 2016: Knielen op een bed violen – prediker Jozef Mieras (Hensema won voor deze film het Gouden Kalf voor beste mannelijke bijrol van 2016)
- 2017: Het tweede gelaat – Anton Mulder
- 2017: Silk Road – Vader van Daphne
- 2018: Gelukzoekers – Henk
- 2021: Mijn vader is een vliegtuig – uitvaartondernemer
- 2024: Binnenstebuiten 2 – Woede (stem)
- 2025: iHostage – Kees

### Televisie
- 1995: Pleidooi
- 1995: Stills
- 1996: Fort Alpha
- 1997: Baantjer
- 1997: Unit 13
- 1997: Arends
- 1997: Vrienden & Vijanden
- 1998: Visser
- 1998: Panter & Pissebed
- 1998: Rechtvaardigheid
- 1998: Wodan
- 1999: Baantjer
- 2000/2001: Jonathan
- 2000/2001: IJs
- 2000/2001: Wet & Waan
- 2002: Spangen
- 2002: Russen
- 2002: Trauma 24/7
- 2002: IC
- 2003: Dunya & Desie
- 2003: Klem in de Draaideur
- 2003: Baantjer
- 2004: Medea
- 2005: Dilemma (aflevering in de serie KORT 2005!)
- 2005: Hotnews.nl
- 2006: Spoorloos Verdwenen
- 2008: Deadline
- 2008: Keyzer & De Boer Advocaten
- 2008: Der Alte – Tod auf dem Großmarkt – Thierry Vanderbeke
- 2010: Penoza
- 2010: Ausgerechnet Afrika – Pieter van Dyke
- 2011: Flikken Maastricht
- 2011: Van God Los
- 2011: Alarm für Cobra 11 – Die Autobahnpolizei – Toter Bruder
- 2011: Bürger van Leeuwen – Eine Frau verschwindet – Anton Gallo
- 2011: Das Leben danach
- 2011: Vermisst
- 2012: Sinterklaasjournaal
- 2012: Ein Fall für zwei – Liebesblind – Lou van der Beek
- 2012: Bürger van Leeuwen II – Anton Gallo
- 2012: Soko Kitzbühel –
- 2012: Letzte Spur Berlin – Verantwortung
- 2014: Hollands hoop – Fokke Augustinus
- 2015: Crossing Lines – Paul Oskar (1 afl.)
- 2015/2016: Volgens Jacqueline
- 2016: Tokyo Trial – Bert Röling
- 2017: Hollands hoop – Fokke Augustinus
- 2017: Der Tod und das Mädchen – Van Leeuwens dritter Fall – Anton Gallo
- 2020: Hollands Hoop – Fokke Augustinus
- 2023: De stamhouder – de oudere Frans Münninghoff
- 2023: Anoniem – Chris Cabo
- 2024: Sphinx – Lucas Moorman
- 2024: Koningshuis the Musical – Frits
- 2024: Droom Producties – Woede (stem)
- 2025:  Groeten uit Ter apel - vertelstem

### Radio
- 2010: De Moker (hoorspel uitgezonden door de NPS)
- 2014: Tot hier en niet verder (hoorspel uitgezonden door de VPRO)

### Toneel
- 1996: Kätchen von Heilbronn (Fact)
- 1996: Getatoeëerde Roos (Ro Theater)
- 1996: Hoeveel nachten moeten we nog door de stad dolen (Stichting Theaterwerkplaats Limburg Het Kruis van Bourgondië)
- 1996: Barnes Beurtzang (Toneelgroep Amsterdam)
- 1996: Een Sneeuw (Het Toneel Speelt)
- 1997: 3 mannen van Ypsilanti (ZTHollandia)
- 1998: Leeuwendalers (Het Toneel Speelt)
- 1999: Golfbrakers (Art&Pr)
- 1999: Erfdragers (De Federatie)
- 2000: King Lear (Toneelgroep Oostpool)
- 2002: Hedda Gabler (De Theatercompagnie)
- 2003: Slaapschuld (Toneelgroep Oostpool)
- 2003: Glazen Speelgoed (Joop van den Ende)
- 2007: De Geschiedenis van de Familie Avenier 1&2 (Het Toneel Speelt)
- 2008: De Geschiedenis van de Familie Avenier 3&4 (Het Toneel Speelt)
- 2009: De god van de slachting (Theatergroep Suburbia)
- 2010: Verre Vrienden (Het Nationaal Toneel)
- 2011: Olie (Het Derde Bedrijf)

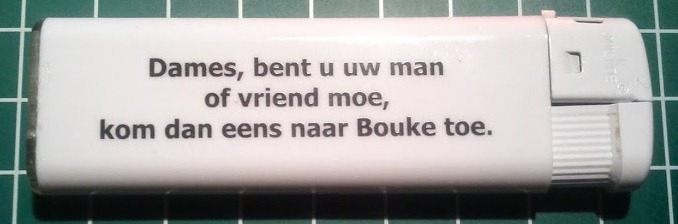
Boukes aansteker uit Mijn Ede

- 2013: Mijn Ede (Noord Nederlands Toneel)
- 2015: Mijn Tweede (Noord Nederlands Toneel) (Voor deze voorstelling en de voorstelling Mijn Ede uit 2013 ontving hij de K. ter Laan Prijs 2016.[1])
- 2017: Mijn Vrede (Noord Nederlands Toneel)
- 2022: Hollands hoop (Zummerbuhne)

## Loopbaan als regisseur
- 2001: Finals (serie)
- 2002: Spoor 1 (samen met Tim Oliehoek)
- 2004: On Stage (samen met Jurriaan Vriezen)

## Trivia
- Hensema is te horen als voorlezer van het woordenoefenprogramma StudyGo.[bron?]